# Mixtuur (orgelregister)
Een mixtuur is een samengesteld register van een pijporgel, waarbij niet de grondtoon maar meerdere boventonen weerklinkt. Het behoort tot de registers van de samengestelde vulstemmen en labialen.

## Definitie
De bekendste samengestelde vulstem is de mixtuur. De benaming samengestelde vulstem houdt in dat er bij het indrukken van een toets, met alleen dit register ingeschakeld, meerdere pijpen van verschillende toonhoogtes tegelijk klinken. Een samengesteld register kan twee pijpen per toets hebben (tweekorig of twee sterk genaamd), maar kan ook twaalf pijpen per toets hebben. Dit laatste komt voor in de Nieuwe Kerk in Amsterdam (de scherp van het rugwerk).
De mixtuur laat de hoogste harmonieken van elke noot van het klavier horen. De individuele toonhoogtes in de mixtuur worden door de luisteraar niet onderscheiden: ze versterken eerder de grondtoon, waardoor deze meer volume en glans krijgt.

## Oorsprong
Historisch gezien stamt de mixtuur af van het middeleeuwse blokwerk-concept. Oorspronkelijk waren orgels als volledige mixtuurorgels (het zogenaamde 'blokwerkorgel') gebouwd, doordat het pijpwerk van orgels op zogenaamde blokladen werd geplaatst, die geen klankdifferentiaties toelieten. Dit orgel had dus geen registers. Alle rangen klonken tegelijkertijd. Pas bij de toepassing van andere windladen, sleep-, spring- of kegellade (de laatste pas in de 19e eeuw), kon men naar keuze verschillende combinaties van de registers laten klinken.

## Naamgeving

### Fourniture
Dit is het meest voorkomende type mixtuur, vaak simpelweg geschreven als "Mixture". Het bevat octaven en kwinten en is meestal progressief. Het is complementair aan het Cymbale (of Cimbel)-mengsel.

### Cymbale, Cimbel, Cymbel
Een relatief hoge mixtuur dat octaven en kwinten bevat, maar mogelijk ook de grote terts bevat. Het begeleidt de Fourniture om een vollere mixtuur te creëren.

### Plein Jeu
Letterlijk "Volspel": meestal een combinatie van de Fourniture en Cymbale mixturen.

### Scharf
Een mixtuur met een hoge toon, gewoonlijk van III of meer rangen. Het bevat octaven, grote tertsen (ten minste één) en kwinten, hoewel het ook de kleine septiem kan bevatten.

### Rauschquint
Een mixtuur met twee of drie rijen van slechts octaven en kwinten.